# Såken, Västergötland
Såken är en sjö i Borås kommun och Svenljunga kommun i Västergötland och ingår i Ätrans huvudavrinningsområde. Sjön är 30 meter djup, har en yta på 3,38 kvadratkilometer och befinner sig 176,2 meter över havet. Sjön avvattnas av vattendraget Lillån.
Närmsta större stad är Borås, 26 kilometer åt nordväst.
Sjön har fyra stora vikar: Aplaredsviken, Sågviken, Hinnaredsviken och Olshultsviken. Största ön är Björkön. Sjön är på många ställen extremt långgrund. På andra ställen når den djup av 28 meter. Sjön är relativt fiskrik, främst på gädda och abborre, men även på gös.

## Delavrinningsområde
Såken ingår i delavrinningsområde (639785-134072) som SMHI kallar för Utloppet av Såken. Medelhöjden är 225 meter över havet och ytan är 40,39 kvadratkilometer. Det finns ett avrinningsområde uppströms, och räknas det in blir den ackumulerade arean 66,14 kvadratkilometer. Lillån som avvattnar avrinningsområdet har biflödesordning 2, vilket innebär att vattnet flödar genom totalt 2 vattendrag innan det når havet efter 138 kilometer. Avrinningsområdet består mestadels av skog (69 %). Avrinningsområdet har 4 kvadratkilometer vattenytor vilket ger det en sjöprocent på 9,9 %. Bebyggelsen i området täcker en yta av 0,54 kvadratkilometer eller 1 % av avrinningsområdet.